# Ханка, Эрика
Эрика Ханка (нем. Erika Hanka; 18 июня 1905, Винковци, Австро-Венгрия (ныне Хорватия)- 15 мая 1958, Вена, Австрия) — австрийская артистка балета, балетмейстер
, балетный педагог

.

## Биография
Занималась танцем в венской Академии музыки и изобразительного искусства у Гертруды Боденвизер и И. Томаса, затем в школе «Фолькванг» у Курта Йосса в Эссене.
В 1936 году — солистка и ассистент балетмейстера в Городском театре Дюссельдорфа (Stadttheater Düsseldorf), работала в Кёльне, Эссене, Гамбурге.
В 1942—1958 годах — педагог и балетмейстер Венской оперы.
Поставила здесь:
- «Безделушки» Моцарта,

Эрика Ханка, 1938

- «Классическая симфония» на муз. Прокофьева,
- «Абраксас» Эгка,
- «Медуза» (1957)
- «Хоровод золотого тельца» (1955) фон Эйнема,
- «Отель Захер» Хельмерсбергера (1958),
- «Венецианский мавр» Блахера (1955).

Воспитала много танцовщиков балетной труппы Венской оперы. В своих спектаклях Xанка сочетала приёмы классического танца с ритмопластикой, стремилась вводить в репертуар Венской оперы классические балеты.